# Iseljavanje i progon Židova u arapskom svijetu
Egzodus Židova iz arapskih i islamskih država (arapski هجرة اليهود من الأراضي العربية; hebrejski פליטים יהודים ממדינות ערב) bio je masovni odlazak Židova iz arapskih i nekih drugih islamskih država nakon proglašenja države Izrael 1948. Iako su židovske migracije u Svetu zemlju započele još krajem 19. stoljeća, masovne razmjere poprimili su tek nakon što je završio Arapsko-izraelski rat 1948.
Od 1948. do ranih 1970-ih, otprilike 800.000-1.000.000 Židova je napustilo svoje domove u arapskim državama; 260.000 je stiglo u Izrael između 1948. i 1951., a daljnjih 600.000 do 1972. Migracije su bile dijelom dobrovoljne a većim dijelom prisilne. U tom razdoblju, Libanon je bio jedina arapska država u kojoj se povećao broj Židova, većinom zbog izbjeglica iz drugih država. 2002., čak 40 % izraelskih Židova činili su potomci iz arapskih država.
Razlozi egzodusa bili su progon, antisemitizam, politička nestabilnost, želja za ostvarenjem cionističkih ciljeva kao i osveta zbog egzodusa stotina tisuća Palestinaca iz Palestine nakon 1948. Dio Židova dobrovoljno se odselio kako bi se vratio u svoju pradomovinu, Svetu Zemlju. Omjer izbjeglica i dobrovoljnih useljenika i danas je sporna tema podložna raspravama, no prema Međunarodnom centru za raseljene, nakon 1948. bilo je otprilike 600.000 židovskih izbjeglica registriranih u Izraelu. Danas praktički nema židovskih izbjeglica iz arapskih zemalja u Izraelu jer su integrirani i postali dio društva hebrejske države. 31.000 libijskih Židova pobjeglo je u Izrael do 1951., ostalima je državljanstvo ukinuto 1961., a ostatak je evakuiran nakon Šestodnevnog rata. Otprilike 50.000 jemenskih Židova evakuirano je između 1949. i 1950. zbog straha od sigurnosti. 150.000 iračkih Židova napustilo je svoju domovinu uz blagoslov iračke vlade 1950., koja je naredila "progon Židova koji su odbili potpisati izjavu o anti-cionizmu". Egipatski Židovi počeli su bježati nakon 1948. dok je ostatak, otprilike 25.000, protjeran nakon 1956. Alžirski Židovi izgubili su državljanstvo 1962. te su većinom otišli u Francusku. Nakon suše i gladi u Etiopiji, gotovo cijela židovska populacija je evakuirana u Izrael u dva navrata putem zračnih koridora: 1984. je evakuirano 15.000 Židova a 1991. čak 20.000.
Mnogi od njih su morali prodati, napustiti ili prokrijumčariti svoje vlasništvo iz država koje su napuštali. Migracije su nastale i u ne-arapskim državama, kao što su Turska, Afganistan i Iran.

## Migracija u brojkama
Prema procjenama UN-a, oko 856.000 osoba židovskog podrijetla napustilo je arapske države nakon 1948. Danas ih je 99,5 % nestalo a ostalo ih je sveukupno samo 4.500. U Bagdadu je prema nekim procjenama trećina stanovništva bila židovskog podrijetla, a diljem Bliskog istoka napuštene su sinagoge, bolnice, škole, hramovi i druge kulturne ustanove koje su bile na tim područjima 1.000 godina prije islama. Prema izvještaju BBC-a, u 2005. bio je još samo jedan Židov u Afganistanu. Židovi su napustili područje pet puta veličine Izraela.
| Država ili teritorij | Broj Židova 1948. | Broj Židova 1972. | Broj Židova 2001. | Broj Židova 2008. |
| -------------------- | ----------------- | ----------------- | ----------------- | ----------------- |
| Aden                 | 8,000             |                   | ~0                | ~0                |
| Alžir                | 140,000           | 1,000             | ~0                | ~0                |
| Bahrein              | 550–600           |                   | 36                | 50                |
| Egipat               | 75.000–80,000     | 500               | ~100              | 100               |
| Irak                 | 135.000–140.000   | 500               | ~200              | 100               |
| Libanon              | 5,000–20,000      | 2,000             | < 150             | 20-40             |
| Libija               | 35.000–38,000     | 50                | 0                 | 0                 |
| Maroko               | 250.000–265,000   | 31.000            | 5.230             | 3.000             |
| Sudan                | 350               |                   | ~0                | ~0                |
| Sirija               | 15.000–30,000     | 4.000             | ~100              | 100               |
| Tunis                | 50.000–105,000    | 8.000             | ~1.000            | 1,100             |
| Jemen                | 45.000–55,000     | 500               | 400-600           | 330-350.          |
| Ukupno               | 758.350–881.350   | 47.550            | <7.300            | <6.400            |

## Poveznice
- Bliskoistočni sukob

## Vanjske poveznice
- Židovi iz arapskih država
- Progon Židova po arapskim državama  Arhivirana inačica izvorne stranice od 21. kolovoza 2011. (Wayback Machine)
- Zaboravljene izbjeglice Bliskog istoka  Arhivirana inačica izvorne stranice od 23. kolovoza 2010. (Wayback Machine)
- Zašto su Židovi pobjegli iz arapskih država  Arhivirana inačica izvorne stranice od 4. prosinca 2008. (Wayback Machine) Autor: Ya'akov Meron